# Furchtbare Rache
Furchtbare Rache, auch Schreckliche Rache und Der Zauberer (russisch Страшная месть, Straschnaja mest), ist eine Erzählung des russischen Schriftstellers Nikolai Gogol, die vermutlich zu Beginn des Herbstes 1831 entstand und 1832 erschien. Die Geschichte wurde in den zweiten Teil der Abende auf dem Weiler bei Dikanka aufgenommen.

## Handlung
Zu Beginn des 17. Jahrhunderts zu Lebzeiten des Hetmans Sahaidatschnyj:
Gutsbesitzer Danilo Burulbasch bewohnt mit seiner Frau Katarina und dem einjährigen Sohn Iwan einen Hof am Dneprufer. Katarinas Vater Pjetro, der die eigene Ehefrau erstochen hat, ist ein Zauberer. Wenn dieser nach jedem seiner Morde verdorrte Leichname seiner Väter aus ihren Gräbern aufsteigen lässt, werden dessen braune Augen grün, die Lippen blau, das Kinn spitzt sich zitternd, die Nase krümmt sich in die Länge, aus dem Mund wachsen Hauer, der Rücken bekommt Höcker und dieser Kosak wird mit einem Mal uralt. Wenn dem Zauberer im Finstern einer begegnet, liegt der morgens tot da. Katarinas Vater hasst seinen Schwiegersohn. Beide gehen mit Schwertern aufeinander los. Dann wechselt Pjetro die Waffe – schießt und verletzt dabei den Gegner. Trotzdem verzeiht Danilo. Auch Pjetro verzeiht um Katarinas willen und küsst die Tochter, dass ihr ein Schauer durch die Glieder rinnt. Katarina kann den Schock nach der inzestuösen Begierde des Vaters kaum verarbeiten.
Danilo sperrt den Schwiegervater ein und Katarina lässt ihn frei. Danilo wird von Pjetro erschossen.
In Kiew will Katarina ihren Sohn Iwan zum Rächer ihres Vaters erziehen. Pjetro drängt sich des Nachts in Katarinas Träume und will seinen Enkel erstechen, wenn sich die junge Witwe fürderhin gegen den Inzest sträubt. Katarina bleibt fest. Der Zauberer macht seine Drohung wahr. Katarina verliert nach dem Tode Iwans den Verstand und will den Vater erstechen. Pjetro entwindet ihr den Dolch und ersticht die eigene Tochter. Zur Strafe wird er von einem Ritter gerichtet.
Im Nachhinein stellt sich heraus, Pjetro hatte einen Bruder, der auch Iwan hieß, auf dem Gewissen. Als die Brüder vor Gottes Richterstuhl standen, durfte Iwan die göttliche Bestrafung Pjetros bestimmen. Iwan wählte die Ausrottung der Nachkommenschaft des Bruders. Dieser Schluss verweist gewissermaßen auf die Geschichte von der Ermordung des kleinen Iwan.

## Verwendete Ausgabe
- Furchtbare Rache. Deutsch von Korfiz Holm. S. 301–365 in Johannes von Guenther (Hrsg.): Nikolai Gogol: Gesammelte Werke. Band I.  Aufbau-Verlag, Berlin 1952